# Sultano di Selangor

Stendardo reale del sultano.

Sultano di Selangor è il titolo del sovrano costituzionale di Selangor, uno dei tredici Stati della Malaysia.

## Storia

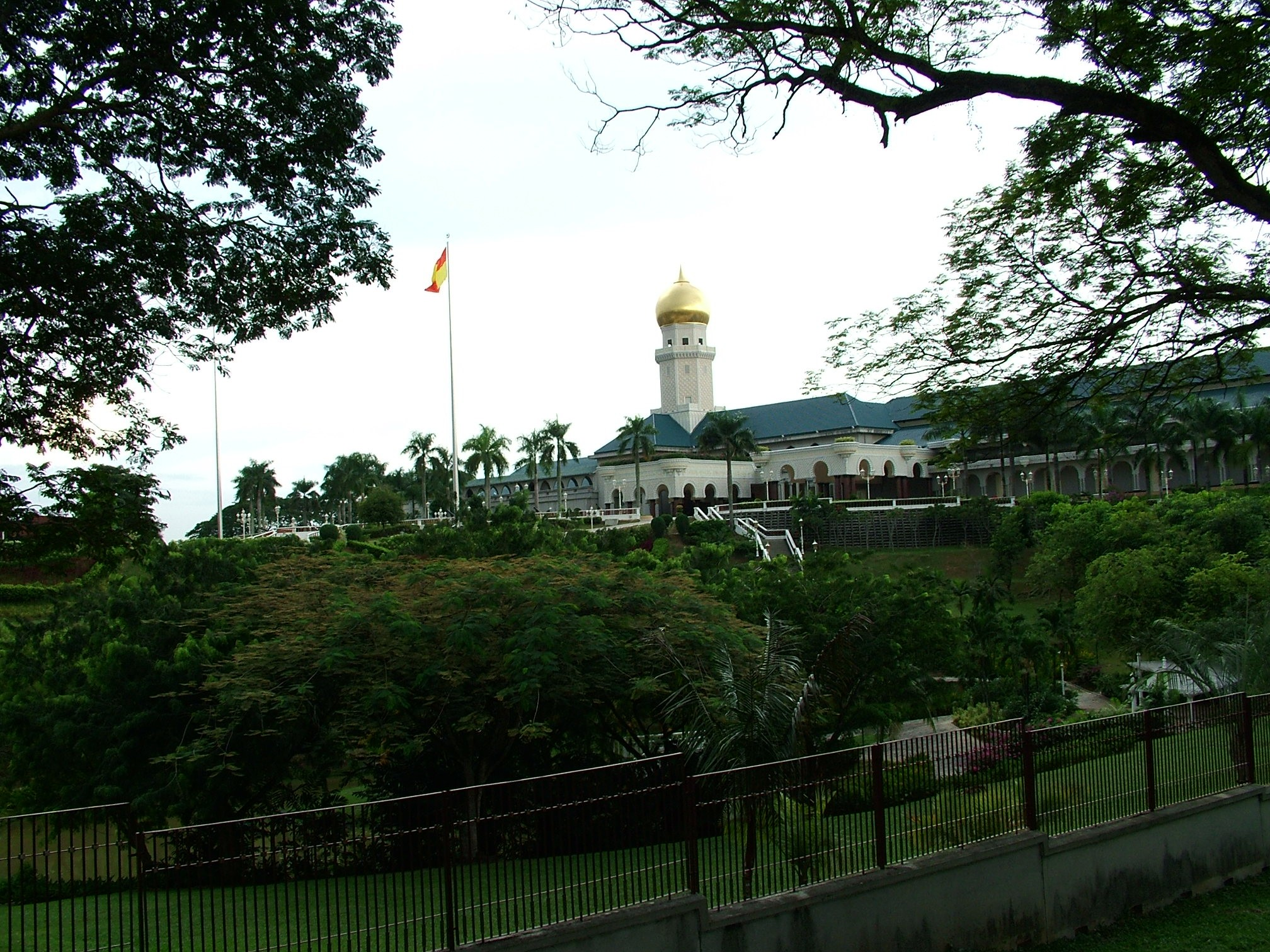
Il palazzo dei sultani a Klang.

I sultani di Selangor discendono dalla dinastia Bugis che sosteneva di discendere dai governanti di Luwu nella parte meridionale di Celebes. I nobili di questa linea di sangue sono stati coinvolti nella disputa tra il sultanato di Johor e il sultanato di Riau-Lingga avvenuta nei primi anni del XVIII secolo. I governanti Bendahara di Riau stabilirono stretti rapporti con i nobili Bugis fornendo loro titoli e il controllo su molte aree all'interno del loro reame, tra cui l'odierno Selangor.

## Elenco

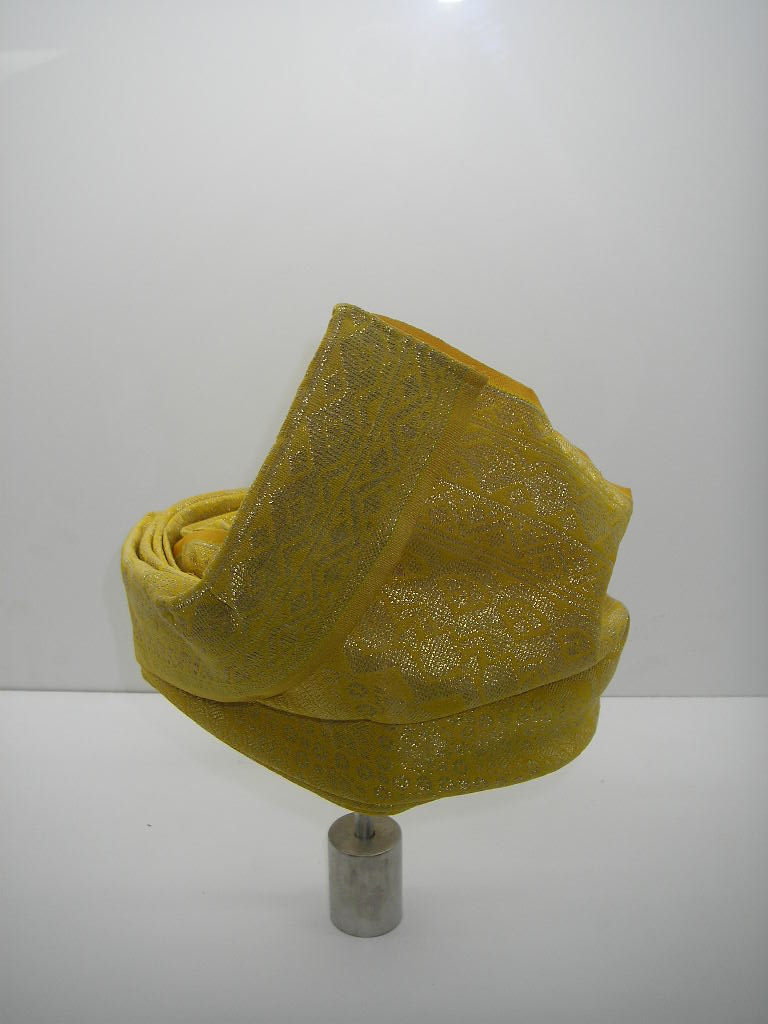
Copricapo ufficiale dei sultani.

| N. | Nome                        | Immagine | Inizio regno      | Fine regno        |
| -- | --------------------------- | -------- | ----------------- | ----------------- |
| 1  | Salahuddin Shah             |          | 1745              | 1778              |
| 2  | Ibrahim Shah                |          | 1778              | 27 ottobre 1826   |
| 3  | Muhammad Shah               |          | 27 ottobre 1826   | 6 gennaio 1857    |
| 4  | Abdul Samad                 |          | 6 gennaio 1857    | 6 febbraio 1898   |
| 5  | Sulaiman                    |          | 17 febbraio 1898  | 31 marzo 1938     |
| 6  | Hisamuddin (1° regno)       |          | 4 aprile 1938     | 15 gennaio 1942   |
| 7  | Musa Ghiatuddin Riayat Shah |          | 15 gennaio 1942   | 14 settembre 1945 |
| 8  | Hisamuddin (2° regno)       |          | 14 settembre 1945 | 1º settembre 1960 |
| 9  | Salahuddin                  |          | 3 settembre 1960  | 21 novembre 2001  |
| 10 | Sharafuddin                 |          | 22 novembre 2001  | in carica         |